# Propylthiouracil
Propylthiouracil (PTU) là một loại thuốc dùng để điều trị bệnh cường giáp. Các dạng bệnh cường giáp mà thuốc có thể sử dụng cũng bao gồm cả bệnh Graves và bướu cổ đa bào độc. Nếu để chữa cho trạng thái khủng khoảng tuyến giáp, thuốc này thường sẽ hiệu quả hơn methimazole. Còn trong trường hợp bình thường, thuốc này thường chỉ được sử dụng khi không thể sử dụng methimazole, phẫu thuật và iod phóng xạ được. Thuốc được dùng qua đường uống.
Tác dụng phụ thường gặp bao gồm ngứa, rụng tóc, sưng, nôn, đau cơ, tê và nhức đầu. Các tác dụng phụ nghiêm trọng khác có thể có như các vấn đề về gan và số lượng tế bào máu thấp. Sử dụng trong khi mang thai có thể gây hại cho em bé. Propylthiouracil thuộc nhóm thuốc chống tuyến giáp. Chúng hoạt động bằng cách giảm lượng hormone tuyến giáp được sản xuất bởi tuyến giáp và ngăn chặn sự biến đổi thyroxine (T4) thành dạng triiodothyronine (T3).
Propylthiouracil được đưa vào sử dụng trong những năm 1940. Nó nằm trong danh sách các thuốc thiết yếu của Tổ chức Y tế Thế giới, tức là nhóm các loại thuốc hiệu quả và an toàn nhất cần thiết trong một hệ thống y tế. Chi phí bán buôn ở các nước đang phát triển là khoảng 3,62 USD một tháng. Tại Vương quốc Anh chi phí một tháng bởi NHS là khoảng 52,51 bảng Anh. Tại Hoa Kỳ, giá bán buôn là 38,34 USD mỗi tháng.